# باشگاه فوتبال فلورستا
باشگاه فوتبال فلورستا (به پرتغالی: Floresta Esporte Clube) به سادگی با نام فلورستا شناخته می‌شود، یک باشگاه فوتبال از فورتالزا، سئارا، برزیل است. این باشگاه در سال ۱۹۵۴ تأسیس شد و در حال حاضر در قهرمانی سئارنسه و سری سی برزیل بازی می‌کند.